# Peter Redgrove
Peter William Redgrove (* 2. Januar 1932 in Kingston upon Thames, Surrey; † 16. Juni 2003 in Falmouth, Cornwall) war ein britischer Schriftsteller.
Redgrove lehrte an verschiedenen Universitäten in den USA und England.
Er war zweimal verheiratet, 1954 mit Barbara Sherlock und 1980 mit Penelope Shuttle.
Redgrove war Mitbegründer der Lyrikervereinigung The Group. 1996 erhielt er die Queen’s Gold Medal for Poetry.

## Werke (Auswahl)

### Romane
- In the country of the skin (1973)
- The beekeepers (1980)

### Lyrik
- The first earthquake (1980)
- Poems 1954–1987 (1989)
- Collected poems (2012)

### Studien
- The wise wound (1978; mit Penelope Shuttle, dt.: Die weise Wunde Menstruation)